# 布拉托柳比夫卡 (多林斯卡區)
48°12′23″N 32°57′7″E / 48.20639°N 32.95194°E
布拉托柳比夫卡（烏克蘭語：Братолюбівка），是烏克蘭中部的村莊，隸屬基洛夫格勒州的克羅皮夫尼茨基區。該村始建於1724年，面積3.25平方公里，海拔高度145米，2001年人口824，人口密度每平方公里253.9人。